# Gomphia lunzuensis
Gomphia lunzuensis là một loài thực vật có hoa trong họ Ochnaceae. Loài này được (N.Robson) Verdc. mô tả khoa học đầu tiên năm 2005.